# International German Open 2013
International German Open 2013, oficiálním názvem Bet-at-home Open – German Tennis Championships 2013, byl tenisový turnaj pořádaný jako součást mužského okruhu ATP World Tour kategorie ATP World Tour 500, který se hraje v druhém největším městě Německa Hamburku na otevřených antukových dvorcích. Turnaj se konal mezi 14. až 22. červencem 2013 v areálu Am Rothenbaum jako 107. ročník tohoto turnaje. Odměny činily 1 230 500 EUR.
Nejvýše nasazeným byl čtyřnásobný vítěz hamburského turnaje švýcarská světová pětka Roger Federer, který nestačil v semifinále na Federico Delbonise z Argentiny.

## Mužská dvouhra

### Nasazení
| Stát      | Hráč                | ATP1) | Nasazení |
| --------- | ------------------- | ----- | -------- |
| Švýcarsko | Roger Federer       | 5     | 1        |
| Německo   | Tommy Haas          | 11    | 2        |
| Španělsko | Nicolás Almagro     | 16    | 3        |
| Polsko    | Jerzy Janowicz      | 17    | 4        |
| Argentina | Juan Mónaco         | 20    | 5        |
| Itálie    | Andreas Seppi       | 23    | 6        |
| Ukrajina  | Alexandr Dolgopolov | 24    | 7        |
| Francie   | Jérémy Chardy       | 26    | 8        |
| Francie   | Benoît Paire        | 27    | 9        |
| Španělsko | Tommy Robredo       | 28    | 10       |
| Španělsko | Feliciano López     | 30    | 11       |
| Itálie    | Fabio Fognini       | 31    | 12       |
| Rusko     | Michail Južnyj      | 32    | 13       |
| Španělsko | Fernando Verdasco   | 35    | 14       |
| Lotyšsko  | Ernests Gulbis      | 36    | 15       |
| Slovensko | Martin Kližan       | 38    | 16       |

- 1) Žebříček ATP k 8. červenci 2013.

### Jiné formy účasti na turnaji
Následující hráči obdrželi divokou kartu do hlavní soutěže:
- Roger Federer
- Julian Reister
- Jan-Lennard Struff
- Alexander Zverev

Následující hráči postoupili z kvalifikace:
- Federico Delbonis
- Andrej Golubjev
- Jan Hájek
- Blaž Kavčič
- Łukasz Kubot
- Diego Schwartzman

### Odhlášení
Před začátkem turnaje
- Pablo Cuevas
- Jürgen Melzer
- Jarkko Nieminen
- Gilles Simon
- Bernard Tomic

Skrečování
- Jerzy Janowicz (zranění pravé ruky)

## Čtyřhra

### Nasazení párů
| Země      | Hráč              | Země      | Hráč              | ATP1) | Nasazení |
| --------- | ----------------- | --------- | ----------------- | ----- | -------- |
| Španělsko | Marcel Granollers | Španělsko | Marc López        | 7     | 1        |
| Rakousko  | Alexander Peya    | Brazílie  | Bruno Soares      | 15    | 2        |
| Španělsko | David Marrero     | Španělsko | Fernando Verdasco | 35    | 3        |
| Rakousko  | Julian Knowle     | Švédsko   | Robert Lindstedt  | 42    | 4        |

- 1) Žebříček ATP k 8. červenci 2013; číslo je součtem umístění obou členů páru.

### Jiné formy účasti
Následující páry obdržely divokou kartu do hlavní soutěže:
- Andre Begemann /  Martin Emmrich
- Daniel Brands /  Christopher Kas

### Odhlášení
Během turnaje
- David Marrero (zranění pravého lýtka)
- Benoît Paire (zranění lokte)

## Přehled finále

### Mužská dvouhra
- Fabio Fognini vs.  Federico Delbonis, 4–6, 7–6(10–8), 6–2

### Mužská čtyřhra
- Mariusz Fyrstenberg /  Marcin Matkowski vs.  Alexander Peya /  Bruno Soares, 3–6, 6–1, [10–8]